# John H. Munroe
Pour les articles homonymes, voir John Munroe et Munroe.
John H. Munroe (1820-25 janvier 1885) est un homme politique canadien de l'Ontario. Il est député fédéral conservateur de la circonscription ontarienne d'Elgin-Ouest de 1867 à 1872.

## Biographie
Né à Williamsburg Township dans le Haut-Canada, Munroe étudie dans cette région avant de s'établir à Wardsville (en) et pratiquer le métier d'agent immobilier. Outre sa carrière politique sur la scène fédérale, il siège également au conseil municipal du comté de Middlesex.
Élu en 1867, il est défait lors d'une tentative de réélection en 1872.
Il meurt à Morrisburg.